# Nafana (Prikro)
Pour les articles homonymes, voir Nafana.
Nafana  est une ville située au centre de la Côte d'Ivoire et appartenant au département de Prikro, dans la région de l'Iffou. La localité de Nafana est un chef-lieu de commune et de sous-préfecture .